# のしろ (護衛艦・初代)
のしろ（ローマ字：JDS Noshiro, DE-225）は、海上自衛隊の護衛艦。ちくご型護衛艦の11番艦。艦名は米代川の下流域の別称、能代川に由来し、この名を受け継いだ日本の艦艇としては、旧海軍の阿賀野型軽巡洋艦「能代」に続き2代目にあたる。

## 艦歴
「のしろ」は、第4次防衛力整備計画に基づく昭和48年度計画警備艦1225号艦として、三井造船玉野事業所で1976年1月27日に起工され、1976年12月23日に進水、1977年6月30日に就役し、横須賀地方隊第33護衛隊に編入された。
1979年7月5日、第4護衛隊群第35護衛隊に編入され、定係港が大湊に転籍。
1982年3月27日、第35護衛隊が大湊地方隊隷下に編成替え。
1985年3月27日、呉地方隊第38護衛隊に編入され、定係港が呉に転籍。
1998年4月15日、呉地方隊第22護衛隊に編入。
2003年3月13日、除籍。就役期間中の総航程は54万1,588.9浬、地球約25周に達した。